# Steve Boeddeker
Steven J. Boeddeker (geboren 1966 oder 1967) ist ein US-amerikanischer Toningenieur.
Steve Boeddeker begann seine Karriere 1995 als Assistent von Kim B. Christensen, Ren Klyce und Jennifer L. Ware beim Tonschnitt von Sieben. Schon 1996 betreute er in verantwortlicher Position den Tonschnitt in Filmen wie The Frighteners, Contact oder Armageddon – Das jüngste Gericht und war Assistent beim Sound Design von Filmen wie Mars Attacks!. Der Pferdeflüsterer betreute er 1998 erstmals als Sound Designer. Seit 2000 war er mehrfach für Preise der Motion Picture Sound Editors nominiert, ohne ihn je gewinnen zu können: 2000 für Fight Club, 2001 für X-Men, 2002 für Lara Croft: Tomb Raider, 2006 für Corpse Bride – Hochzeit mit einer Leiche sowie Charlie und die Schokoladenfabrik, 2010 für Coraline, 2011 für Tron: Legacy, 2013 für ParaNorman, Marvel’s The Avengers und Hemingway & Gellhorn und 2014 für All Is Lost. Für All is Lost war Boeddeker 2014 auch für den Oscar, den BAFTA-Award und den Satellite Award nominiert, unterlag aber jeweils dem Ton-Team von Gravity. Seinen einzigen Sieg bei einem Wettbewerb erreichte Boeddeker bei den Primetime Emmy Awards 2012, als er für Hemingway & Gellhorn ausgezeichnet wurde.
Mittlerweile hat Boeddeker an mehr als 80 Filmen und Fernsehproduktionen mitgewirkt, darunter auch einige Male als Musiker und Komponist.

## Filmografie (Auswahl)
- 1995: Sieben
- 1996: The Frighteners
- 1996: Mars Attacks!
- 1997: Mimic – Angriff der Killerinsekten
- 1997: Contact
- 1998: Der Pferdeflüsterer
- 1998: Armageddon – Das jüngste Gericht
- 1998: Halloween H20 - 20 Jahre später
- 1998: Studio 54
- 1998: The Faculty
- 1999: Der 13te Krieger
- 1999: Lake Placid – Der Schrecken aus der Tiefe
- 1999: Fight Club
- 2000: Frequency
- 2000: X-Men
- 2001: Lara Croft: Tomb Raider
- 2001: From Hell
- 2003: Daredevil
- 2003: Lara Croft: Tomb Raider – Die Wiege des Lebens
- 2004: Hellboy
- 2004: The Village – Das Dorf
- 2005: Charlie und die Schokoladenfabrik
- 2005: Corpse Bride – Hochzeit mit einer Leiche
- 2006: Das Mädchen aus dem Wasser
- 2007: Drachenläufer
- 2007: Sweeney Todd – Der teuflische Barbier aus der Fleet Street
- 2009: Coraline
- 2010: Alice im Wunderland
- 2010: Tron: Legacy
- 2011–2013: Star Wars: The Clone Wars
- 2012: Beasts of the Southern Wild
- 2012: Marvel’s The Avengers
- 2012: Hemingway & Gellhorn
- 2012: ParaNorman
- 2012: Lincoln
- 2013: Die Unfassbaren – Now You See Me
- 2013: All Is Lost
- 2014: Marvel One-Shot: Der Mandarin
- 2015: Chappie
- 2015: Pixels
- 2015: Bridge of Spies – Der Unterhändler
- 2015: Creed – Rocky’s Legacy